# Tobaj
Tobaj – gmina w Austrii, w kraju związkowym Burgenland, w powiecie Güssing. Liczy 1,41 tys. mieszkańców (1 stycznia 2014).